# 艾尔亚奈
艾尔亚奈（阿拉伯語： Arianaⓘ）是突尼斯北部一座沿海城市，艾尔亚奈省省会。位于首都突尼斯市东北部郊区，靠近突尼斯－迦太基国际机场。人口9.7万，面积180平方公里。